# Lélegzet (film)
A Lélegzet (The Air I Breathe) 2007-ben bemutatott amerikai-mexikói filmdráma Jieho Lee rendezésében. A frogatókönyvet Jieho Lee és Bob DeRosa írta. A film alapja egy ősi kínai közmondás, ami négy érzelmi részre bontja fel a filmet. Mind a négy érzelmi résznek van egy főszereplője: Boldogság (Forest Whitaker), Gyönyör (Brendan Fraser), Bánat (Sarah Michelle Gellar) és Szerelem (Kevin Bacon). A film a THINKFilm megbízásából készült, a magyar szinkront a Fórum Home Entertainment Hungary készítette 2008-ban.

## Cselekmény
|  | Alább a cselekmény részletei következnek! |

Boldogság (Forest Whitaker)
Egy banki alkalmazott, aki szereti a pillangókat, véletlenül kihallgatja kollégái beszélgetését a WC-ben, akik egy biztos lóversenyfogadásról beszélnek. Úgy dönt, hogy feltesz 50 000 dollárt hitelre a bukmékernél. Elveszti a fogadást, és találkozik Ujjassal (Andy Garcia), aki egy pénzbehajtó és a pénzt követeli rajta.
Ujjas beceneve onnan ered, hogy aki nem fizeti vissza az adósságait, annak levágja az egyik ujját. Ujjas megfenyegeti őt, hogy levágja az ujjait, ha nem fizeti ki az 50 000 dolláros adósságát. Ezért úgy dönt, hogy bankot fog rabolni a Gyönyörtől kapott pisztollyal. A bankrablás sikerül, de menekülnie kell, ezért felmászik egy épület tetejére. A rendőrök körbeveszik, majd felszólítják, hogy dobja el a táskát és a pisztolyt. Ezt nem teszi meg, ezért lelövik. Ahogy elterül a földön, a kabátjával úgy néz ki, mint egy pillangó.
Gyönyör (Brendan Fraser)
Egy szomorú múltú ember, akinek az a képessége, hogy a jövőbe lát. Ezen képessége fosztja meg őt a gyönyörtől, hogy élvezze a meglepetéseket az életben. Amikor fiatal volt, meg kellett védenie öccsét egy utcai verekedésben két másik tizenévestől. A harcot megnyerte, de eközben a testvére meghalt. A filmben gyakran vannak flashback jelenetek, amelyekben ezek a látomások szerepelnek. Később csatlakozik Ujjas bandájához, majd ő lesz Ujjas jobbkeze, mert ha találkozik valakivel, annak látja a jövőjét, kivéve Tristáét (Sarah Michelle Gellar).
Amikor Ujjas unokaöccse, Tony a városba érkezik, őt bízzák meg, hogy vigyázzon rá. Az ő jövőjét is látja: menekülés közben Tony megpróbál átmászni egy drótkerítésen, visszaesik és meghal. Tony és ő egy klubban vannak, azért, hogy elkerülje a bajt, ő folytatja a munkáját, a védelmi pénzek begyűjtését, míg Tony a lányok társaságát élvezi. Az egyik lány a kábítószertől bódultan áttántorog egy másik szobába egy idősebb gengszterhez. Tony utána megy, erre a lány előkapja a gengszter zsebéből a pisztolyt és Tonyra szegezi. Tony elveszi tőle, de a nagy kavarodásban a fegyver elsül és a gengsztert találja el; ekkorra megérkeznek a gengszter csatlósai is. Ekkor megjelenik Gyönyör és megmenti Tonyt. A menekülés közben a drótkerítéshez érnek, de ő tétovázik, hogy felmásszanak-e, a látomására gondolva. Végül Tony gond nélkül átmászik a kerítésen, de ő visszaesik és elkapják a gengszter csatlósai és megverik.
Bánat (Sarah Michelle Gellar)
A híres popénekes és táncos (színpadi neve: Trista), akinek a menedzsere Ujjasnak tartozik. A menedzser Trista minden pénzét arra használja, hogy az adósságát törlessze Ujjasnak, de ez sem elég, ezért eladja Trista szerződését is neki. Trista megszökik és Gyönyörnél talál menedéket, aki eközben tovább keresi Tristát Ujjas bandájával. Gyönyör a lakásában rejtegeti Tristát, mert tudja, hogy ez az egyetlen hely, ahol Ujjas soha nem keresné. Gyönyör és Trista egymásba szeretnek, de végül Ujjas rájön és megöli Gyönyört. Trista egy interjúban elmondja – a riporter azon kérdésére, hogy mitől különleges ő – hogy különleges a vércsoportja: Kp (ab-). Ez az információ akkor válik hasznossá, amikor az orvos (Szerelem) próbálja megmenteni Ginát ezzel a ritka vércsoportottal.
Szerelem (Kevin Bacon)
Az orvos, aki szerelmes az egyik régi barátnőjébe, Ginába (Julie Delpy), de túlságosan fél, hogy bevallja neki, de Gina már a legjobb barátjának felesége. Amikor Ginát megmarja egy mérges kígyó, ő kétségbeesetten próbálja megszerezni azt a ritka vércsoportot, ami a gyógyításhoz kellene. Eközben Trista a kórházba érkezik, mert megsérült, miközben Ujjastól próbált menekülni. Ujjas elmondja neki, hogy terhes, de a babát nem tarthatja meg. Ezért felmászik a tetőre és öngyilkosságra készül, amikor lent az orvos meglátja őt, felszalad érte és megmenti. Majd Trista megmenti Ginát a transzfúziós vérrel.
Végül
Trista menekül a Szerelemtől kapott autóval és elüti Boldogságot (ezt a jelenetet, már korábban egy másik szempontból láthattuk), és ahogy a lány ül az autóban, felfogja, mi történt. A pénz, amit Boldogság ledob a tetőről, Trista kocsijának tetején landol. A film azzal zárul, hogy Trista a repülőtéren sétál a táskával a vállán, eközben Ujjas a kórházban keresi.
|  | Itt a vége a cselekmény részletezésének! |

## Szereplők
| Szereplő       | Színész               | Magyar hang         |
| -------------- | --------------------- | ------------------- |
| Bánat / Trista | Sarah Michelle Gellar | Huszárik Kata       |
| Gyönyör        | Brendan Fraser        | Széles Tamás        |
| Szerelem       | Kevin Bacon           | Kaszás Gergő        |
| Boldogság      | Forest Whitaker       | Faragó András       |
| Gina           | Julie Delpy           | Bertalan Ágnes      |
| Ujjas          | Andy García           | Haás Vander Péter   |
| Henry          | Clark Gregg           | Petridisz Hrisztosz |
| Tony           | Emile Hirsch          | Baráth István       |
| Jiyoung        | Kelly Hu              | Szitás Barbara      |
| Danny          | Evan Parke            | Fehér Péter         |
| Bánat apja     | Taylor Nichols        | Papucsek Vilmos     |
| Eddie          | Victor Rivers         | Bartók László       |
| Allison        | Cecilia Suárez        | Törtei Tünde        |
| Frank          | Todd Stashwick        | Hegedüs Miklós      |
| riporter       | Jon Bernthal          | Renácz Zoltán       |

## Filmzene
1. Autolux – "Turnstile Blues"
2. Kim Wayman – "Sweet Spot"
3. Classic – "Gangsta"
4. Teddybears feat. Daddy Boastin' – "Ahead of My Time"
5. Classic – "On the Run"
6. Miss Eighty & feat. Classic – "Ridin'"
7. Classic – "What Cha Gonna Do"
8. Jucifer – "Surface Tension"
9. Hiroko Hayata, Kris Thomas és Ken Sasaki – "Guns"
10. The Concretes – "Tomorrow"
11. Caspar da Sato Quartet – "Quartet for Strings in D major "
12. Karin "Negra" Stein – "Los Mojados"

## Fordítás
- Ez a szócikk részben vagy egészben  a   The Air I Breathe című angol Wikipédia-szócikk fordításán alapul.  Az eredeti cikk szerkesztőit annak laptörténete sorolja fel. Ez a jelzés csupán a megfogalmazás eredetét és a szerzői jogokat jelzi, nem szolgál a cikkben szereplő információk forrásmegjelöléseként.